# Escuela Militar de Ingenieros
En México, la Escuela Militar de Ingenieros es una academia militar de nivel superior que depende del Alto Mando del Ejército y Fuerza Aérea del país, a través de la Dirección General de Educación Militar y de la rectoría de la Universidad del Ejército y Fuerza Aérea Mexicanos. Tiene como misión formar ingenieros militares en las diversas ramas de la ingeniería, para satisfacer las necesidades del Ejército y Fuerza Aérea mexicanos.
Está ubicada dentro del Campo Militar 1-K, sobre la Av. Industria Militar n.º 261, en la colonia Lomas de San Isidro, en Naucalpan de Juárez, Ciudad de México.
Con fecha 9 de junio de 2018 se traslada a sus nuevas instalaciones, donde inician actividades de índole militar y académico.

## Exhorto

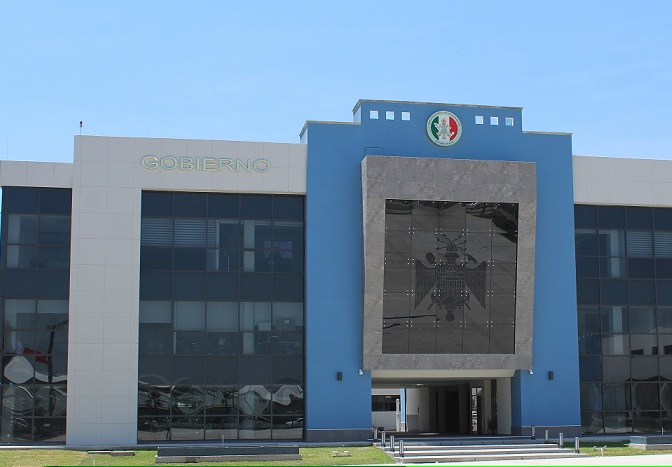
Fachada del Edificio de Gobierno EMI

"Crisol de la ciencia y del honor"

## Objetivos
- Formar Ingenieros Militares con los conocimientos castrenses, científicos, técnicos y humanísticos que les permitan desempeñarse profesionalmente; en beneficio del Ejército y Fuerza Aérea Mexicanos;
- Impartir los conocimientos al personal en instrucción, para que pueda desempeñarse como eficiente comandante en el escalón en que será encuadrado del arma o servicio correspondiente;
- Preparar al personal en instrucción, para desempeñarse como eficiente asesor del mando en asuntos de su competencia;
- Desarrollar en el personal en instrucción, una formación moral sólida para lograr la afirmación de los valores nacionales y los tradicionales del Ejército y Fuerza Aérea;
- Realizar en forma permanente, actividades de investigación en las áreas científica y tecnológica que contribuyan al mejoramiento y desarrollo del Ejército y Fuerza Aérea Mexicanos;
- Difundir los conocimientos resultantes de la investigación cuando proceda; y
- Preparar desde el punto de vista físico al personal en instrucción.

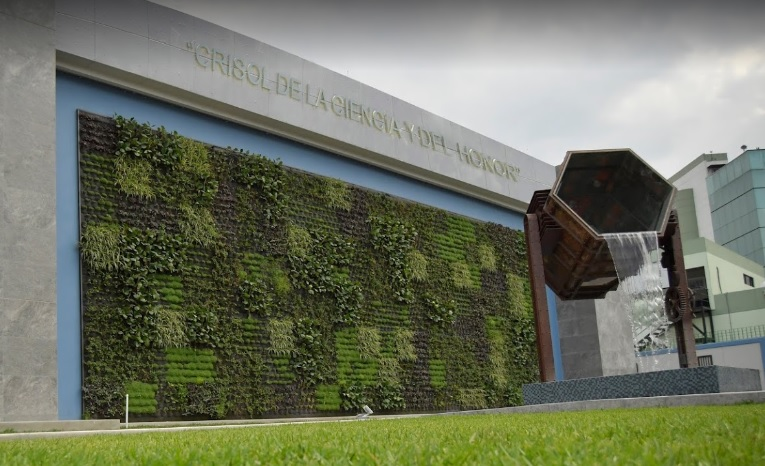
Fachada del "Crisol de la Ciencia y el Honor"

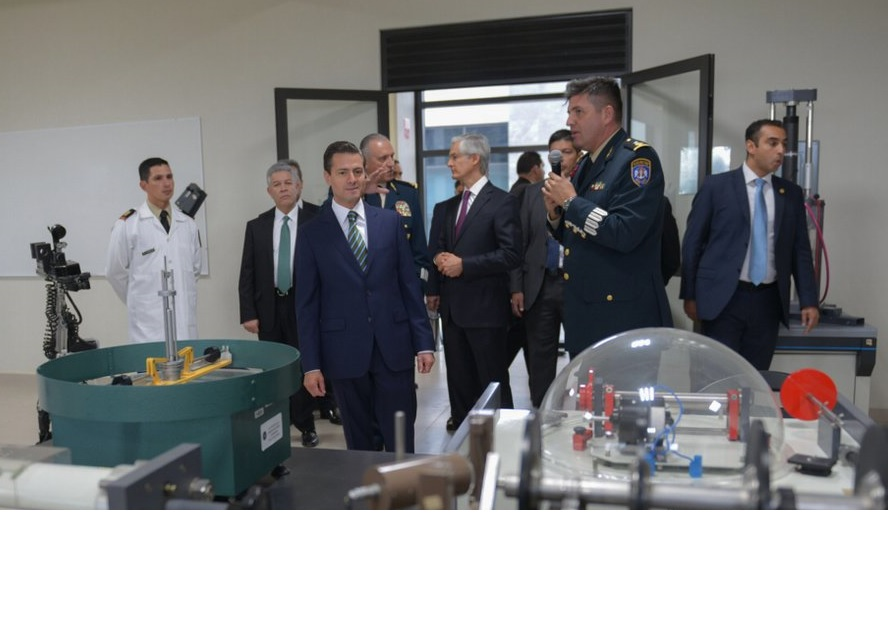
Laboratorios EMI

## Carreras que se imparten
Se imparten las siguientes carreras a nivel de licenciatura:
- Ingeniero Industrial Militar, en sus diferentes especialidades en Mecánica, Electricidad y Química.
- Ingeniero Constructor Militar.
- Ingeniero Militar en Comunicaciones y Electrónica.
- Ingeniero Militar en Computación e Informática.

Además las carreras citadas en el artículo anterior, en la Escuela Militar de Ingenieros se podrán implantar e impartir cursos de actualización y estudios de postgrado, cuando la superioridad lo determine.
- Maestría en Ciberseguridad y Ciberdefensa.

Con fecha 1 de septiembre de 2023, comienzan a impartirse dichos estudios, el cual es un programa avanzado, enfocado en formar a expertos capaces de liderar en el ciberespacio. Este campo, considerado un nuevo dominio de la guerra, requiere un enfoque estratégico y táctico para proteger la seguridad nacional en un entorno digital. Los estudiantes adquieren habilidades para gestionar amenazas cibernéticas, proteger infraestructuras críticas y responder a incidentes cibernéticos, lo que es esencial para la soberanía digital del país.
Los ingenieros que participan en este programa son graduados de la misma escuela de formación militar y que demuestran mediante un examen exhaustivo de admisión, tener experiencia y estar altamente calificados y especializados en las carreras de Ingenieros Militares en Comunicaciones y Electrónica y Computación e Informática. Reciben una formación exhaustiva en Seguridad Informática, Seguridad de la Información, Inteligencia Militar, Contrainteligencia, Operaciones Militares en el Ciberespacio, Ciberseguridad y Ciberdefensa, preparándolos para enfrentar retos complejos y desempeñar roles clave en la seguridad nacional. Su preparación incluye aspectos teóricos y prácticos, con un enfoque en la aplicación de conocimientos en escenarios reales.
Este programa representa una oportunidad única para colaborar con expertos nacionales e internacionales, lo que enriquece la experiencia educativa y profesional de los estudiantes. Al finalizar, los graduados están equipados para asumir responsabilidades críticas en la protección y defensa del ciberespacio, desempeñando un papel vital en la salvaguarda de los intereses nacionales en el ámbito digital.

## Personal que estudia en la Escuela Militar de Ingenieros
El ingreso a la Escuela Militar de Ingenieros, es únicamente al primer año de estudios y por riguroso concurso de selección.
El personal que realiza sus estudios en el plantel recibe la denominación de personal en instrucción (Oficial en instrucción o cadete).
El personal en instrucción que cause alta en el plantel será designado como sigue:
- Los Oficiales de Arma o de Servicio del Ejército y de la Fuerza Aérea, como Oficiales en Instrucción en calidad de externos; y
- El personal procedente de Tropa del Ejército y de la Fuerza Aérea y los civiles, como Cadetes en calidad de internos.

Los militares y civiles de nacionalidad extranjera que ingresen al plantel, lo harán en calidad de becarios y se regirán durante su estancia en él, por lo establecido en la Ley Orgánica del Ejército y Fuerza Aérea Mexicanos en las partes aplicables y en el Reglamento de la Escuela Militar de Ingenieros.
El personal de cadetes que termine satisfactoriamente el cuarto año de alguna de las carreras que se imparten en el plantel, causará baja como tal y alta como Subteniente Pasante de Ingeniería.

El personal en instrucción que termine satisfactoriamente sus estudios y apruebe el examen profesional recibirá:
- Certificado de Estudios;
- Título Profesional;
- Grado de Subteniente Ingeniero Constructor, Industrial, en Comunicaciones y Electrónica o en Computación e Informática, según corresponda;
- Patente;
- Placa distintiva del Cuerpo de Ingenieros del Ejército de los Estados Unidos Mexicanos;
- Certificado de Estudios y Diploma de especialización para el personal en instrucción de los cursos de especialización, y
- Certificado de Estudios y Grado Académico para el personal en instrucción de los cursos de Maestría.

Al personal militar de procedencia extranjera, únicamente se le expedirá Título Profesional y Certificado de Estudios.

## Requisitos de Admisión
- Ser mexicano (a) por nacimiento y no haber adquirido o adquirir otra nacionalidad.
- Cartilla del servicio militar
- Ser soltero (a), sin descendencia, no vivir en concubinato y permanecer en esta situación hasta el término de sus estudios.
- No contar con antecedentes penales.
- Gozar de buena salud y no tener ningún impedimento físico o mental.
- Contar con Certificado o Constancia de Estudios de Bachillerato o equivalente, con promedio aprobatorio (el establecido a nivel nacional) y reconocimiento oficial.
- Estatura mínima de 1.63 metros para personal masculino y 1.58 metros para personal femenino.
- Edad mínima será de 18 años cumplidos al 31 de diciembre del año en que se concurse.
- Edad máxima será de 22 años 11 meses y 30 días cumplidos antes del 31 de diciembre del año en que se concurse
- Cubrir la totalidad de requisitos y no encontrarse dentro de los motivos de exclusión especificados.

## Motivos de Exclusión
Son motivos de exclusión para ingresar al Sistema Educativo Militar, los siguientes:

- En el Examen de Capacidad Física, no alcanzar la puntuación mínima aprobatoria (60 puntos) o no nadar la distancia mínima de 15 m.
- Sustraer de cualquier Centro de Examen, algún documento clasificado de los utilizados en las evaluaciones.
- Emplear medios fraudulentos para la aplicación o resolución de cualquier examen.
- En el Examen Médico Inicial encontrarse dentro de alguna de las causales.
- Resultar positivo en el Examen Toxicológico.
- Por haber adquirido una de las causales de exclusión al aplicársele el Examen Médico Final.
- Por haber causado baja del Ejército y Fuerza Aérea Mexicanos, por cualquier motivo o por encontrarse sujeto a procedimiento administrativo o cumpliendo la sanción correspondiente.

## Himno
Escuela Militar de Ingenieros
Bandera de la ciencia y del honor,
Que inculcas tu sapiencia con esmero
A este grupo de aguiluchos que es valor.

Queremos aprender el gran secreto
Que enseñe a engrandecer nuestra nación,
Hoy depositas tu confianza, ¡oh dulce Patria!
En esta Escuela digna cuna del honor.

¡Adelante Ingenieros, adelante!
El pendón de la gloria enarbolad,
Que la Patria os vea pasar así triunfantes,
Esos campos de la ciencia conquistad.

¡Adelante Ingenieros, adelante!
Herederos de una noble tradición,
Abramos paso a nuestras tropas dominantes,
Defendamos nuestros campos con tesón.

Escuela Militar de Ingenieros
Prometo a mi Patria defender,
No importa si yo caigo en los primeros,
Combatiendo por el suelo en que me crié.

Te quiero venerar en mis recuerdos,
Escuela Militar, gran galardón,
Tú me enseñaste a ser Soldado e Ingeniero
Querida Escuela, tu serás mi bendición.

## Porra "Caballeros Negros de Popotla"
Entre Popotla y Carrillo Puerto
Hay una escuela, ¿De quién será?
Todos la confunden con el Colegio
yo les aseguro que no es verdad.

Es una escuela de gran prestigio
Crisol de la Ciencia y el Honor,
Orgullo de otras escuelas
de la UDEFA, ¡La mejor!.

¡INGENIEROS!

## Porra "Dos Colores"
Dos colores llevo
En mi corazón,
el rojo de mi sangre
y el de mi escuela Azul.

Azul,
cobalto,
Azul

## Porra "Ingeniero por convicción" (Descripción del escudo)
Ingeniero soy por convicción
Rayos y centellas iluminan mi pendón,
Alas de aguilucho, insignias de valor
Una pala, un pico y el cestón de la unión.

Un ancla en la tierra,
¡Quien Dios quiso mas!,
Tierra en que nació el ingeniero militar
IN-GE-NIE-ROS.

## Directores
| Grado                                                             | Director                             | Periodo       |
| ----------------------------------------------------------------- | ------------------------------------ | ------------- |
| Teniente coronel                                                  | Miguel Ángel Sánchez Lamego          | 1939 - 1941   |
| Coronel                                                           | Genaro Ambía Pedraza                 | 1941 - 1945   |
| Coronel                                                           | Francisco Grajales Godoy             | 1945          |
| Teniente coronel                                                  | Joaquín Aspiroz Viniegra             | 1945 - 1948   |
| Coronel                                                           | Carlos Solís Avedaño                 | 1949 - 1951   |
| Coronel                                                           | Ignacio González Álvarez             | 1951 - 1953   |
| Coronel                                                           | Carlos Solís Avedaño                 | 1953 - 1954   |
| Coronel                                                           | Manuel Vázquez Barete                | 1954 – 1955   |
| Coronel                                                           | Rafael Robles Hurtado                | 1955 - 1959   |
| Coronel                                                           | Manuel Vázquez Barete                | 1959 - 1964   |
| General brigadier                                                 | Guillermo Ruiz Pérez                 | 1964 - 1966   |
| Teniente coronel                                                  | Rodolfo Díaz Santacruz               | 1966 - 1971   |
| General brigadier                                                 | Guillermo Ruiz Pérez                 | 1971 - 1976   |
| General brigadier                                                 | Jacobo Wittman Rojano                | 1976 - 1983   |
| General brigadier                                                 | Matías González González             | 1983 - 1987   |
| General brigadier                                                 | David Salas Vázquez                  | 1987 - 1988   |
| General brigadier                                                 | Samuel M. Jiménez Migueles           | 1988 – 1993   |
| General brigadier                                                 | Marco Antonio Córdova López          | 1993 - 1995   |
| Coronel I.C.E                                                     | Armando Cid Nava                     | 1995          |
| General de Brigada I.I.                                           | Pedro Hirata Vaquera                 | 1995 - 1996   |
| General de Brigada I.I.                                           | Jorge Rueda Bravo                    | 1996 - 1999   |
| General de Brigada I.I.                                           | Salvador Aguirre Cervantes           | 1999 - 2000   |
| General brigadier I.I.                                            | Raúl Ayala Arámbula                  | 2000 – 2004   |
| General brigadier                                                 | Gilberto García Campante             | 2004 - 2005   |
| General brigadier I.C. D.E.M.￼                                    | Juan Manuel Mozo Spezia              | 2005 - 2008   |
| General brigadier ingeniero constructor diplomado de Estado Mayor | Pedro León Álvarez Alcacio           | 2008 - 2010   |
| General brigadier ingeniero constructor diplomado de Estado Mayor | José Marcelino León Santiago         | 2010 - 2012   |
| General de Brigada ingeniero industrial                           | Francisco Fernando Escalante Sánchez | 2013 - 2014   |
| General brigadier ingeniero constructor diplomado de Estado Mayor | Agustín Carrillo Aguilar             | 2013 - 2017   |
| General de División ingeniero constructor De Estado Mayor         | Gustavo Ricardo Vallejo Suárez       | 2017 - 2019   |
| General brigadier ingeniero constructor                           | José Juan Barbizzan Alonso           | 2019 - 2021   |
| General brigadier ingeniero constructor diplomado de Estado Mayor | José Juan López Gutiérrez            | 2021 - 2022   |
| General de Brigada ingeniero industrial de Estado Mayor           | Rolando Enrique Garza Rodríguez      | 2022 - Actual |